# Căng thẳng (sinh học)

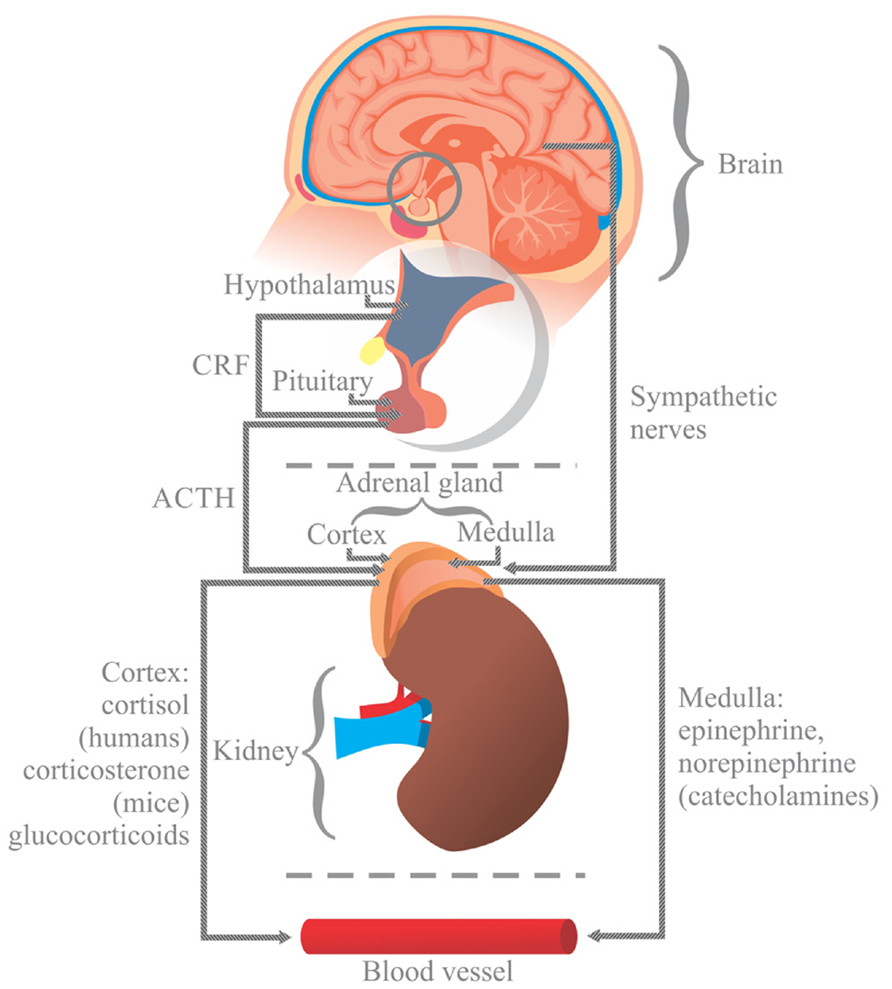
Phản ứng của nội tiết tố thần kinh với căng thẳng

Căng thẳng (sinh học) hay (sinh lý) (tiếng Anh: stress, ở tiếng Việt từ stress cũng là cách gọi khá phổ biến) là phản ứng của một sinh vật đến một tác nhân gây căng thẳng như một điều kiện môi trường hay một kích thích. Căng thẳng là một phương pháp của cơ thể phản ứng với một điều kiện chẳng hạn như một sự đe dọa, thách thức hoặc rào cản vật lý lẫn tâm lý. Nhiều hệ thống trong cơ thể của một sinh vật phản ứng lại với kích thích làm thay đổi môi trường xung quanh nó. Ở người và hầu hết các loài động vật có vú, hệ thần kinh tự chủ và trục HPA là hai hệ thống chính phản ứng với căng thẳng.
Vì cơ thể không thể giữ trạng thái căng thẳng trong thời gian dài, hệ thống giao cảm trở về điều kiện sinh lý của cơ thể bình thường (homeostasis). Ở người, căng thẳng thường mô tả là một tình trạng tiêu cực hay tích cực mà có thể tác động về tinh thần và thể chất hạnh phúc của một người.